# Pterobryidium australe
Pterobryidium australe är en bladmossart som beskrevs av Brotherus och William Walter Watts 1918. Pterobryidium australe ingår i släktet Pterobryidium och familjen Pterobryaceae. Inga underarter finns listade i Catalogue of Life.